# دهستان اک
دهستان اک نام دهستانی در بخش اسفرورین شهرستان تاکستان، استان قزوین در ایران است. براساس سرشماری مرکز آمار ایران در سال ۱۳۸۵، جمعیت آن ۱۰۲۸۲ نفر (۲۳۶۸ خانوار) بوده‌است.